# Гириша (Сату Маре)
Гириша (рум. Ghirișa) насеље је у Румунији у округу Сату Маре у општини Белтиуг. Oпштина се налази на надморској висини од 133 m.

## Становништво
Према подацима из 2002. године у насељу је живело 726 становника.

### Попис2002.
| Расподела становништва по националности 2002.‍ | Расподела становништва по националности 2002.‍ | Расподела становништва по националности 2002.‍ | Расподела становништва по националности 2002.‍ | Расподела становништва по националности 2002.‍ |
| --------------------------------------------- | --------------------------------------------- | --------------------------------------------- | --------------------------------------------- | --------------------------------------------- |
|                                               |                                               |                                               |                                               |                                               |
| Румуни                                        | Румуни                                        |                                               | 27                                            | 3,7%                                          |
| Мађари                                        | Мађари                                        |                                               | 558                                           | 76,9%                                         |
| Роми                                          | Роми                                          |                                               | 141                                           | 19,4%                                         |